# Зигмунт Модзелевський
Зигмунт Модзелевский (пол. Zygmunt Modzelewski; 15 квітня 1900, Ченстохова, Царство Польське, Російська Імперія, нині Ченстохова Польща — 18 червня 1954, Варшава, Польща) — польський політичний і громадський діяч, дипломат. Прийомний батько Кароля Модзелевського.

## Біографія
У 1918 році вступив в комуністичну партію. 
З 1923 року жив у Франції. 
У 1924—1937 роках член ЦК компартії Франції. 
З 1937 року жив в СРСР. 
У 1943 році був одним з організаторів Союзу польських патріотів. Союз був політичним органом, створеним польськими комуністами у Радянському Союзі та неофіційно контролювався Йосипом Сталіним. Пізніше стала однією із засновницьких структур, що допомагала радянському комуністичниму уряду після Другої Світової війни захопити владу в Польщі.  
У січні-червні 1945 року був послом Польщі в СРСР. 
У 1947—1951 роках - Міністр закордонних справ Польщі.
У 1951 році стає ректором Інституту суспільних наук при ЦК ПОРП і членом Президії Польської АН. 
З 1945 року член ЦК Польської робітничої партії (пізніше стала ПОРП).